# Châteauneuf (Sabaudia)
Châteauneuf – miejscowość i gmina we Francji, w regionie Owernia-Rodan-Alpy, w departamencie Sabaudia.
Według danych na rok 1990 gminę zamieszkiwało 538 osób, a gęstość zaludnienia wynosiła 77 osób/km² (wśród 2880 gmin regionu Rodan-Alpy Châteauneuf plasuje się na 1111. miejscu pod względem liczby ludności, natomiast pod względem powierzchni na miejscu 1358.).
Przez gminę przepływa rzeka Isère. 